# Красноселье (Кировоградская область)
Красносе́лье (укр. Красносілля) — село в Александровской поселковой общине Кропивницкого района Кировоградской области Украины.
До 2020 года входило в Александровский район
Население по переписи 2001 года составляло 1474 человека. Телефонный код — 5242. Код КОАТУУ — 3520584001.